# باول براون (لاعب كرة قدم)
باول براون (بالإنجليزية: Paul Brown)‏ (10 سبتمبر 1984 بليفربول في المملكة المتحدة - ) هو لاعب كرة قدم بريطاني في مركز الوسط. شارك مع منتخب إنجلترا لكرة القدم C ‏. أما مع النوادي، فقد لعب مع نادي أكرينغتون ستانلي ونادي ترانمير روفرز لكرة القدم ونادي مارين ‏ ونادي ويتون ألبيون ونادي بارو وVauxhall Motors F.C. ‏ ونادي ووركينغتون وKingston City FC ‏ وDroylsden F.C. ‏.

## وصلات خارجية
- باول براون على موقع قاعدة بيانات كرة القدم.إي يو (الإنجليزية)
- باول براون على موقع Soccerbase.com (لاعب) (الإنجليزية)
- باول براون على موقع Soccerway.com (الإنجليزية)